# David de Hooch

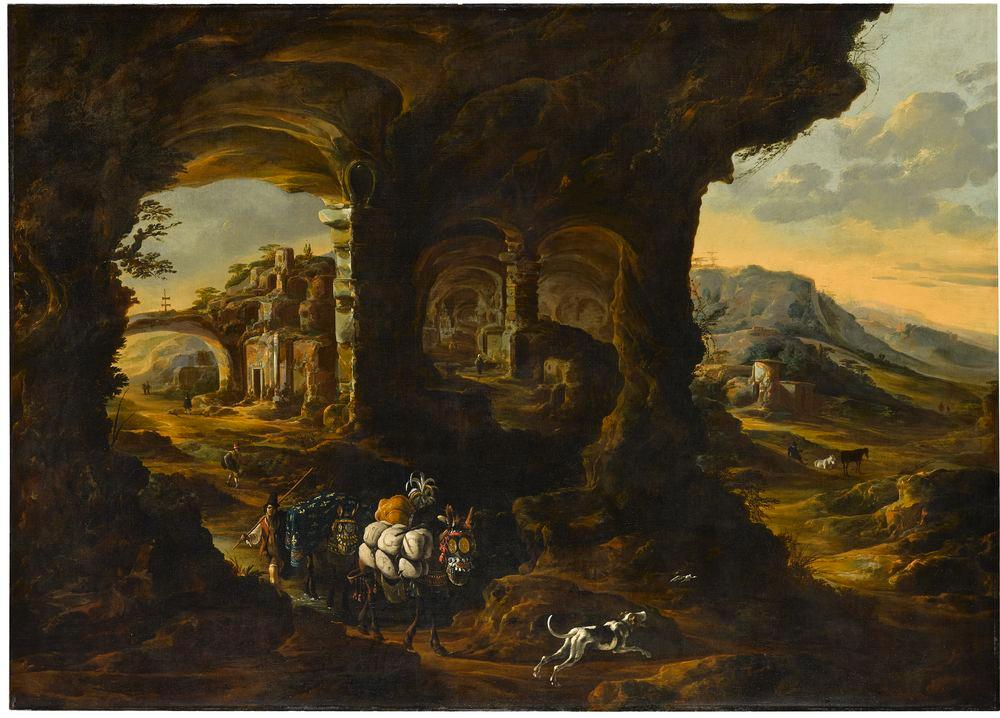
Südliche Gebirgslandschaft mit geschmückten Saumtieren vor einer weiträumigen Grotte, Staatsgalerie Stuttgart

David de Hooch (tätig wahrscheinlich Mitte des 17. Jahrhunderts) war ein holländischer Maler.
Über das Leben von David de Hooch ist wenig bekannt. Die Kunstwissenschaft hält es für möglich, dass er vielleicht ein Mitglied der Utrechter Malerfamilie gleichen Namens und damit wahrscheinlich ein Sohn des Carel Cornelisz. de Hooch, dem er stilistisch gleicht, und Bruder des bekannten Genremalers Pieter de Hooch war. Doch fehlt dafür jeder Beweis. 
David de Hooch hatte sich auf italienische Landschaften spezialisiert.

## Ausgewählte Werke
- Stuttgart, Staatsgalerie
  - Südliche Gebirgslandschaft mit geschmückten Saumtieren vor einer weiträumigen Grotte.

- Verbleib unbekannt
  - Reisende auf dem Weg durch eine Kaskade und weitere Figuren auf dem Weg zu einer klassischen Ruine. (am 10. Januar 1990 bei Christie's in New York versteigert)
  - Südliche Landschaft mit Ruinen und Bauern mit ihrem Vieh. (am 5. April 1990 bei Sotheby's in New York versteigert)
  - Südliche Landschaft mit Granida und Daifilo. (am 7. Juli 1999 bei Sotheby's in London versteigert)
  - Südliche Landschaft mit Bogenbrücke und Schäfern. (am 14. Dezember 1999 bei Phillips in London versteigert)
  - Südliche Landschaft mit Ruinen.